# Nature et formes de la sympathie
Nature et formes de la sympathie. Contribution à l'étude des lois la vie émotionnelle (Wesen und Formen der Sympathie) est une œuvre du philosophe Max Scheler publiée en 1923. C'est une version revue et augmentée du livre Zur Phänomenologie und Theorie der Sympathiegefühle und von Liebe und Haß publié en 1913. Dans ce livre, M. Scheler se propose d'étudier du point de vue de la phénoménologie le sentiment de sympathie, mais également les sentiments d'amour et de haine. Il a pour objectif de montrer en quoi les premières conceptions (empiriques et génétiques) de ces phénomènes sont entachées d'erreur, puis de les dépasser en esquissant une théorie des formes de la sympathie.

## Présentation

### La préface (à la deuxième édition)
La préface (faite par l'auteur lui-même) nous renseigne sur ce livre. Ce livre est une refonte d’un ouvrage publié en 1913 sous le titre de Phénoménologie et théories de sentiments de la sympathie, de l’amour et de la haine. Comme le met si bien en évidence le titre, Max Scheler propose une approche phénoménologique des sentiments de la sympathie, de l’amour et de la haine. Nature et formes de la sympathie est donc la deuxième édition du livre de 1913, une version revue et augmentée.
Nature et formes de la sympathie semble sous-tendu par un projet systématique. En effet, ce serait le premier volume d'un projet plus vaste qui a pour objets d'étude différents sentiments. M. Scheler le signifie  fort bien dans la préface dudit livre : « le volume que nous présentons aujourd’hui sera suivi d’ouvrages sur : La nature et les formes du sentiment de pudeur, La nature et les formes de l’angoisse et de la peur, La nature et les formes du sentiment d’honneur. De même que dans cet ouvrage-ci, consacré à la sympathie, nous envisagerons, dans chacun des ouvrages suivants les principaux dérivés de chacun de ces sentiments [...]. Nous ne pouvons encore rien dire des raisons qui nous font espérer que nous réussirons à donner, en publiant les volumes dans l'ordre que nous venons de citer, une revue compréhensive et systématique de tous les sentiments ayant une signification morale et sociale. »
Cet ouvrage se trouve également « enrichi » par rapport à la première édition. Des parties ont été revues, et des chapitres augmentés ont été augmentés. Si bien le livre s’en est trouvé transformé : « Beaucoup de passages du livre ont subi [...] des modifications plus ou moins importantes, des développements et des annotations qui ne figuraient pas dans la première édition.
Plusieurs raisons, d'ordre et de poids différents, nous ont dicté cette profonde transformation du livre. »

### Première partie: La participation affective
Cette partie, la plus volumineuse, comprend dix chapitre dans lesquels Max Scheler en commençant par "l'analyse de la participation affective" entend procéder à « l'examen des processus à la faveur desquels les sentiments éprouvés par les autres nous apparaissent distinctement "intelligibles", [car] il importe au plus degré d'apporter un peu de lumière dans ces questions, d'autant que les attitudes qui nous intéressent ici ont fait l'objet dernièrement de jugements de valeur moraux aussi divers que contradictoires. »

#### Chap. I: La morale dite de la sympathie
Dans ce premier, Max Scheler souligne les erreurs d'une morale dite de la sympathie. Selon lui, toute tentative de fonder en raison une morale en se basant sur la sympathie relève d'un paralogisme. Ce faisant, « [la morale dite de la sympathie] postule d'avance ce qu'elle se propose de déduire ». Pour étayer son point de vue en ce qui concerne l'impossibilité de fonder une morale sur la sympathie, il évoque trois erreurs qui minent la morale dite de la sympathie.
1. La sympathie est indifférente à la valeur et la non-valeur. Pour ce faire, il met en évidence une différence entre la sympathie et l'amour. L'amour est guidé par la notion de valeur, alors que la sympathie, non. À propos, il écrit : « la sympathie est, dans toutes ses manifestations, totalement et par principe indifférente à la valeur »[5].
2. Les jugements de valeur ne sont par principe fondés sur la sympathie. Pour M. Scheler, pour formuler un jugement, nul besoin de le fonder sur la sympathie. Car les jugements de valeur ne sont pas "par principe" fondés sur la valeur la sympathie. De sorte que, « ce serait une erreur de croire qu'il est impossible de fonder un jugement moral, lorsqu'il n'est pas fondé sur la sympathie. »[6].
3. La sympathie est une attitude essentiellement réactive. Pour ce faire, « la morale dite de la sympathie se rend coupable d'une autre erreur encore : elle se met notamment en opposition avec la loi préférentielle évidente, d'après laquelle, à valeur positive égale, les actes spontanés sont préférables aux actes réactifs »[7].

Si la morale dite la sympathie se révèle minée d'erreurs, c'est parce qu'elle est fondée sur des erreurs sur la formulation des jugements, tant sur sa propre personne que les autres. En effet, pour Max Scheler, ceux qui entendent fonder toute conduite morale sur la sympathie n'ont pas compris ceci : les jugements que l'on formule aussi bien sur soi-même que les autres n'ont pas « besoin de passer par la phase préliminaire de la sympathie ».

#### Chap. II: Classification des phénomènes de la sympathie
Les erreurs dont se rend coupable la morale dite la sympathie découlant d'une incompréhension de la sympathie du fait de quelques confusions, Max Scheler entend procéder à une clarification en procédant à une classification des phénomènes de la sympathie. Cette taxinomie a pour vocation d'opérer une distinction entre « toute attitude par laquelle nous concevons, comprenons, revivons [...] ce qui arrive aux autres et leurs états affectifs ».
Pour M. Scheler, si la connaissance et la compréhension de ce qu'éprouvent les autres précèdent la compassion et la sympathie, il est important de ne pas sombrer dans une autre confusion qui amènerait à (faire) croire qu'est de la sympathie toute attitude qui rend possible une reproduction des états affectifs des autres. Autrement dit, le fait de se représenter les sentiments d'autrui, le fait de se mettre comme dans la peau d'autrui pour tenter d'éprouver ce qu'éprouve autrui n'est pas de la sympathie. « Nous devons distinguer nettement la sympathie du fait de revivre les sentiments ou la vie d'autrui ».
Il procède ainsi à la critique de l'intuition projective et la théorie de l'imitation de Theodor Lipps : ces théories par les lesquelles on a voulu expliquer le fait de revivre la vie d'autrui et ses états affectifs. Car phénoménologiquement, écrit-il : « comprendre un fait interne et l'éprouver réellement sont deux choses tout à fait différentes. »
Ces distinctions posées, M. Scheler  peut procéder à l'analyse du premier élément constitutif de la sympathie, à savoir "la compréhension affective". La compréhension affective comprend quatre modalités :
1. le partage immédiat direct de la souffrance de quelqu'un : en considérant le cas d'un père (A) et d'une mère (B) qui ont perdu leur enfant et qui subissent en commun la même situation du point de vue sa qualité et de la réaction émotionnelle, il en conclut : « on ne peut éprouver en commun qu'une souffrance psychique, et non, par exemple une douleur physique »[14].
2. le fait de "prendre part" à la joie ou à la souffrance de quelqu'un : on est ici dans ce que M. Scheler nomme la participation affective. La participation affective est rendu possible par l'amour. Considérant toujours le cas susmentionné, il écrit ceci : « il peut arriver que A éprouve en premier une souffrance donnée et que B l'éprouve ensuite, par participation »[14]. En d'autres termes, la participation affective est cet élan du cœur qui pousse B à prendre part à la souffrance de A. Cependant, M. Scheler précise que « la participation n'est pas à confondre avec la sympathie »[15].
3. la simple contagion affective : la contagion affective est également à ne pas confondre avec la sympathie. La contagion affective est un sentiment différent (p. 28). Pour ne pas se laisser entrainer quelque erreur que ce soit à cet propos, M. Scheler propose de distinguer la sympathie (proprement dite) des manifestations phénoménologiques de la sympathie[16]. La contagion est un phénomène de foule que nous subissons involontairement (p. 30-31). Dans la contagion affective, il n'y a pas de participation affective, car il n'y a ni intention à l'égard d'autrui ni participation à ses expériences internes. Partant, M. Scheler formule une critique contre tous ces philosophes et auteurs qui ont cru que « cette sorte de contagion affective avait quelque chose à voir avec la sympathie ».
4. la véritable fusion affective : c'est un cas exagéré, un cas-limite de la contagion affective (p. 34).

On remarquera aussi qu'il construit son analyse à partir de deux catégories affectives : la joie et la souffrance. Ces deux catégories sont mises en lien avec la notion d'intention. Pour lui, « toute sympathie implique l'intention de ressentir la joie ou la souffrance qu'accompagnent les faits psychiques d'autrui ».
Sa classification de phénomènes de la sympathie lui permet ainsi d'amorcer une critique des théories génétiques de la sympathie. Théories qui pour Max Scheler tendent à une confusion de la participation affective et la sympathie (p. 29). Sa critique se poursuit également envers les théories métaphysiques de la sympathie, notamment celles de Hegel, Schopenhauer, Schelling, Bergson et quelques autres.

#### Chap. III: Théories génétiques de la sympathie
Max Scheler questionne ici les théories qui produisent des interprétations de la sympathie du point de vue d'une transmission héréditaire. En relevant les paradoxes que trainent ces théories, il aboutit au résultat selon lequel : « toute théorie qui méconnait la séparation, la distinction phénoménologique entre le processus de la pitié et le fait de la souffrance d'autrui, ainsi que la tendance à la faveur de laquelle celui-là se trouve orienté vers celui-ci, est une théorie erronée, incapable d'apprécier la valeur morale de la sympathie. »
Ce faisant, M. Scheler propose une autre caractéristique de la sympathie. En qui consiste-t-elle ? Pour lui, la véritable sympathie est un tout qui prend en compte « la nature et l'existence d'autrui, son individualité, et inclut tout cela dans l'objet de la pitié ou de la participation joyeuse ».

#### Chap. IV: Théories métaphysiques de la sympathie
Dans ce chapitre, Scheler critique les théories qui proposent une approche des phénomènes de la sympathie du point de vue de la métaphysique. Il critique notamment la conception de Schopenhauer en ce qui concerne la sympathie. La théorie de Schopenhauer, il le reconnait, a « le mérite d'avoir, sous certains aspects conçu la pitié d'une façon plus adéquate que ne le font la psychologie et la morale » de son époque, mais va se heurter à une impasse théorique qui en induit une contradiction interne. Cette contradiction se situe au niveau d'une question mal posée qui fausse la compréhension de la pitié en tant que mouvement sympathique qui nous fait dépasser notre propre moi. « Schopenhauer, écrit-il, opère ici une confusion entre la sympathie proprement dite et le simple fait, indifférent, au point de vue moral, qui consiste à comprendre, à discerner une souffrance, à en avoir une représentation affective. » Il qualifie la théorie de la Schopenhauer de moniste.
À l'instar de la théorie de la pitié de Schopenhauer, il s'attaque à d'autres théories qu'il estime métaphysico-monistes.

#### Chap. V à IX
Les thèmes abordés  dans ces chapitres sont multiples. Mais le thème de la sympathie qui constitue le thème central est convoqué plus d'une fois et suscite une définition (multiple) qui parcourt tout le livre. Il y a des moments où l'on ne s'attend pas à rencontrer ce que l'on pourrait désigner par le terme de "définition de la sympathie", mais on en rencontre. Et cette définition ne s'offre pas en une fois et une fois pour toutes : elle s'offre par éclats, par bribes comme les pièces un puzzle qui parsèment le corps du texte de Nature et formes de la sympathie. Il y a quelque chose qui relève de la fulgurance.
Max Scheler, avant de dire ce qu'est la sympathie ou comment elle se manifeste, commence par dire ce qu'elle n'est pas, à quoi il ne faut surtout pas la confondre. Ne pas la confondre ni à la participation affective ni à la contagion affective, encore moins à la fusion affective. En effet, la sympathie est un sentiment mystérieux et complexe. Raison pour laquelle toutes les théories que critique Scheler n'ont pu saisir la sympathie dans ce qu'elle est et n'est pas. Des approches génétiques (et même phylogénétiques) aux approches métaphysiques, la sympathie semble pierre d'achoppement pour bien des penseurs. C'est considérant la complexité de ce sentiment que Scheler, lui, privilégie une approche phénoménologique.
Dans son approche phénoménologique de la sympathie, M. Scheler reprend le concept d'intention d'Edmund Husserl,. La phénoménologie est pour lui une méthode qui lui permet de « dépasser l'empirisme [...] pour saisir les actes de visée émotionnelle et leurs objets. » Il a recours à la phénoménologie car pour lui « les théories génétiques et empiriques de la sympathie (et même les théories phylogénétiques, pour autant qu'elles s'occupent non seulement de son évolution, mais aussi de ses origines) méconnaissent la vérité de la sympathie. Car « la sympathie est un phénomène d'ordre métaphysique ».
Les développements que livre M. Scheler dans ces chapitres rendent encore maximale la complexité qui entourent la sympathie, mais également l'amour et la haine. Ce qui fait l'objet du dernier chapitre de cette partie.

#### Chap. X: La valeur morale de la sympathie
La question de la valeur de la sympathie ouvre ce livre. On se souvient de la critique qu'adresse Scheler à ceux qui entendent fonder une morale sur la sympathie. En relevant les erreurs dont cette morale dite de la sympathie se rend coupable, il est arrivé à montrer que la valeur morale de la sympathie ne se trouvent dans les erreurs qu'il a souligné dans le chapitre premier. Ce qui après, huit chapitre passer à analyser la sympathie et ses implications sociales lui permet d'aboutir à ce qui selon lui fait la valeur morale de la sympathie. En effet, « la valeur générale d'une manifestation sympathique est en fonction de la valeur que présente la situation ayant provoqué la souffrance ou la joie d'autrui. Autrement dit, on doit considérer la sympathie pour des souffrances ou des joies correspondant à des causes concrètes comme supérieures aux autres manifestations de la sympathie. »
Ce qu'implique cette idée : la conception de Max Scheler diffère de ce qu'il dénonce en tant "morale de la sympathie". Pour lui, ce n'est pas la sympathie qui est la source des valeurs, comme ont pu l'affirmer les tenants de la morale dite de la sympathie. Et comme il l'a souligné, la sympathie n'ayant rien à voir la valeur et la non-valeur, au contraire de l'amour, il se propose d'analyser les rapports entre ces deux sentiments.

#### Chap. XI: Rapports entre l'amour et la sympathie
Dans ce chapitre, M. Scheler étudie les rapports deux sentiments : la sympathie et l'amour. Comme à son habitude, il commence par relever les erreurs dont se rend coupable la morale anglaise de son époque qui « consiste dans la tentative de ramener l'amour et la haine à la sympathie » en incluant un autre sentiment : la bienveillance. Partant de ce qu'il considère comme une conception erronée, il s'interroge sur « les rapports existant entre l'amour et la haine d'une, la sympathie de l'autre ».
Il opère une distinction entre l'amour et la sympathie. Cette distinction souligne des points clés :
- l'amour se rapporte à une valeur ;
- la sympathie ne se rapporte à aucune valeur ;
- l'amour est un mouvement psychique et un acte spirituel ;
- la sympathie est une fonction du sentir ;
- l'amour est un acte spontanée ;
- la sympathie est une attitude réactive[27].

Après avoir relevé ce qui distingue l'amour et la sympathie, Scheler reconnaît qu'il peut exister des rapports entre l'amour et la sympathie. Mais la nature de ces rapports restent ambiguë à définir : « Il existe sans doute des rapports de nature entre l'amour et la sympathie. Mais ces rapports se réduisent à ce que toute sympathie est fondée dans un amour et cesse absence de tout amour. Le contraire n'est pas vrai [...] ; autrement dit, l'objet sur lequel se portent les manifestations phénoménologiques de l'amour ne se confond pas nécessairement et dans notre intention avec l'objet de notre sympathie. Mais l'acte de la sympathie doit être englobé dans un acte d'amour, pour être quelque chose, de plus qu'une compréhension ou reproduction affective. Par cette dernière restriction, nous reconnaissons qu'il est possible d'éprouver de la sympathie pour quelqu'un qu'on n'aime pas ; mais ce qui est impossible, c'est de ne pas éprouver de la sympathie pour celui qu'on aime. C'est ainsi que l'acte d'amour délimite par son amplitude la sphère dans laquelle la sympathie peut et doit se déployer. »

### Deuxième partie: L'amour et la haine
La deuxième partie du livre porte sur les sentiments d'amour et de haine. Elle est composée de six chapitres à travers lesquels M. Scheler déploie sa conception phénoménologique de l'amour et de la haine.

#### Chap. I: Phénoménologie de l'amour et de la haine
Dès l’entame du premier chapitre, Max Scheler fait une phénoménologie de l’amour et de la haine. Pour lui, l’amour et la haine ne doivent pas être réduits à une combinaison de sentiments. Mieux, l’absence d’amour ne signifie pas implicitement que l’on ressent de la haine, donc ne sont pas forcément opposés. Ou encore, la haine ne prend pas place parce que l’amour qu’on porte à une personne a cessé. L’amour et la haine entre les hommes se montrent totalement indépendants des variations des états psychiques. Les manifestations de la l’amour et de la haine demeurent les mêmes et restent concentrées sur l’objet ou le sujet choisi en dépit de tout ce que l’être aimé ou haï peut nous faire endurer. À cet effet, M. Scheler écrit : « Nulle douleur ou souffrance que nous cause un être aimé n’est capable de diminuer l’amour que nous lui avons voué ; nulle joie nul plaisir que nous procure un être haï ne sont capables de faire disparaitre ou d’atténuer la haine que nous lui portons…et dans la succession des joie et souffrance qui, dans la vie de tous les jours, réunissent ou séparent les hommes, les rapports d’amour et de haine reste inchangés et invariables. »
Ainsi, à la question de savoir si l’amour qu’un homme ressent est centré sur le sujet ou sur la valeur qu’incarne le sujet, Scheler soutient qu’en amour nous aimons le sujet du fait d’un certain nombre de valeurs qui certes, peuvent ne pas être des valeurs communes, mais qui ont de la valeur à nos yeux. Autrement dit, ce n’est pas la valeur que nous aimons, mais plutôt l’objet ou le sujet qui incarne ces valeurs.
De là, M. Scheler pose les jalons de ce qui va lui permettre de proposer une théorie des valeurs de l'amour, mais également des différentes formes et variétés d'amour.

#### Chap. II: Les valeurs fondamentales de l'amour et «l'amour du bien»
Dans ce chapitre, M. Scheler s’interroge sur les valeurs de l’amour. Il soutient que l’amour du beau et l’amour de la connaissance sont des porteurs de valeur en ce sens que les actes d’amour sont des actes qui émanent des noyaux de l’amour. À propos, il écrit ceci : « l’amour se porte sur des objets quelle qu’en soit la valeur. Mais pour que l’acte d’amour acquiert un caractère moral, il faut que l’objet sur lequel il se porte présente une valeur déterminée ». Dès lors, se pose la question de savoir comment se manifeste l'amour moral. La réponse de Scheler est on ne peut plus claire : « le seul amour moral est l'amour de personne à personne ».

#### Chap. III: Amour et personne
Dans ce troisième chapitre, il est question de l’amour que l'on a à l’égard d’une personne. L’amour envers une personne ne se caractérise pas par la beauté ou encore par les vertus de la personne aimée. Pour Max Scheler, ce n’est ni les valeurs encore moins la beauté de la personne aimée qui créent en nous notre amour pour cette personne. Mais c’est au contraire le fait que cette personne individuelle parmi tant d’autres possède ses caractéristiques qui nous font l’aimer. Ainsi il affirme : « Il y a en outre la valeur de la personne comme telle, c’est-à-dire de la personne possédant les vertus en question. »
De ce fait, lorsque se pose la question de la raison qui nous pousse à aimer telle personne, il ne nous vient aucune réponse sur-le-champ. Et si davantage il nous venait quelques raisons que ce soient, aucune d'entre elles ne peut considérée valablement comme la véritable raison de notre amour pour cette personne. De sorte que, « Les raisons mêmes pour lesquelles nous cherchons généralement à nous expliquer pourquoi nous aimons quelqu'un présentent le plus souvent des variations étonnantes et qui suffisent à montrer que ces raisons ne nous viennent qu'après coupet qu'aucune d'elles ne peut être considérée comme la raison véritable. »

#### Chap. IV: Formes, modes et variétés de l'amour et de la haine
Ici, il est question des formes et modes de l’amour. M. Scheler soutient que l’amour possède en son sein trois dimensions. Il les énumère comme suit : l’amour spirituel de la personne, l’amour psychique du moi individuel et l’amour vital ou passionnel. Après énumération, il établit une hiérarchisation de ces dimensions de l'amour. En effet, il considère que « la forme d’amour la plus élevée serait l’amour des objets (ou personnes), auxquels se trouve attachée la valeur « sacrée », l’amour psychique serait celui que le moi nourrit à l’égard de valeur en rapport avec la vie civilisée ; tandis que l’amour vital serait l’amour de tout ce qui est noble. »
À ces différentes formes d'amour se trouvent corrélées différentes formes de haine. Ainsi, « la haine qui porte sur le côté spirituel, sur la couche supérieure d'un homme est diabolique ; la haine qui porte sur le côté psychique est méchante et celle qui porte sur son côté vital est mauvaise. »

#### Chap. V: Les limites des théories naturalistes de l'amour
Dans ce chapitre, M. Scheler commence par rappeler les limites de quatre théories naturalistes en ce qui concerne la symapthie. La première qui « voudrait déduire l’amour (à la faveur de la bienveillance) de la sympathie en ramenant celle-ci à l’imitation, à la reproduction, à la projection affective, voire à une simple illusion ». La seconde, « qui cherche à expliquer la sympathie en lui assignant pour source l’instinct social ». La troisième  est tirée de la philosophie de l’histoire. La dernière quatrième et dernière est la théorie de Freud, celle dite « ontogénique » celle Freud qui stipule la sympathie procède d'une réciprocité de l'instinct sexuel et de l'instinct social. De ce rappel des limites, il s'emploie à une description de la dernière qui qu'il considère comme la plus et récente. De cette description, découlera des éléments qui lui permettent d'envisager la critique de la théorie naturaliste.

#### Chap. VI: Critique de la théorie naturaliste et esquisse d'une théorie phénoménologique
Max Scheler dans ce chapitre nous montre les limites de la théorie naturaliste. En effet, les rapports existant entre l’amour et l’instinct ne sont pas ceux postulés par la théorie naturaliste qui voit dans l’amour lui-même un instinct et des combinaisons d’instincts. C'est dans ce sens qu'il affirme : « il est faux de dire que l'instinct produit l'amour ou que l'amour découle de l'instinct : l'instinct constitue à l'égard de l'amour un facteur d'imitation et de sélection, rien de plus. Les rapports existant entre l'un et l'autre ne sont pas ceux de cause à effet, mais ceux de relativité réciproque : un être vivant, réel et empirique, d'une structure et d'une organisation déterminée ne peut aimer que ce qui affecte en même temps son système d'instincts et présente pour lui une certaine importance ».

### Troisième partie: Le moi d'autrui
Cette partie comporte trois chapitres qui analyse de la relation d'un individu à autrui.

#### Chap. I: Importance et classification des problèmes
Dans le premier chapitre Max Scheler dans ce chapitre une autocritique de la première édition de son ouvrage et des thèmes qu’il aborde dans celui-ci. C'est cette prise de prise de conscience des erreurs commises par ceux qui ont abordé la question et dont il s'est lui-même rendu coupable qui ont suscité cette profonde transformation de la première édition de l'ouvrage. En effet, il relève trois problèmes :
- La distinction insuffisante des problèmes ;
- La méconnaissance de l’ordre dans lequel ils doivent être posés ;
- L’enchainement insuffisamment systématique de leurs solutions[37].

#### Chap. II: De l'évidence du toi en général
M. Scheler fait dans cette partie de son ouvrage un récapitulatif des grands points de son ouvrage, en s’appuyant plus sur un point qu’il pense culminant qui devrait donner à réfléchir au lecteur. À ce propos, il écrit : « Dans mon livre Formalismus in der Ethic, je me suis demandé (…) si un « Robinson » c’est-à-dire, un homme n’ayant jamais rencontré d’être semblable à lui peut ou non savoir s’il fait partie d’une communauté faite d’hommes pareil. »

#### Chap. III: La perception d'autrui
Ce chapitre marque la fin de l’ouvrage. Ici, Scheler soutient que ce n'est pas ce qu'on pense, ressent qui détermine l'individualisation du moi. Les faits psychiques peuvent appartenir à des moi individuels différents.Tout fait psychique ne devient concret que parce que je saisis en lui en même temps un moi individuel ou qu'il devient pour moi le symbole annonçant l'existence de ce moi individuel. C'est la raison pour laquelle Scheler souligne que « nous appréhendons autrui, non d’après les faits psychiques isolés, mais toujours et avant tout dans la totalité de son caractère psychique et de son expression ».

## Traduction française
À ce jour, est connue traduction française de l'ouvrage Wesen und Formen der Sympathie. C'est celle de Maurice Lefebvre. Cette traduction qui date de 1950 et publiée chez Payot, sera republié en 2003 chez Payot, mais cette fois-ci dans la collection "Petite Bibliothèque Payot".
- Maurice Lefebvre, Nature et formes de la sympathie. Contribution à l'étude des lois de la vie émotionnelle, Paris, Payot, 1950.
- Maurice Lefebvre, Nature et formes de la sympathie, Paris, Payot, Coll. Petite bibliothèque Payot, 2003,  (ISBN 2-228-89710-8).

## Postérité de l'ouvrage
Ci-dessous une liste non exhaustive des travaux auxquels a donné ou se trouve convoqué lieu ce livre de Max Scheler :
- Alexandre Métraux, Max Scheler ou la phénoménologie des valeurs, Paris, Éditions Seghers, Coll. Philosophes de tous les temps, ISSN 0079-1709.
- Agard, Olivier. « De l’Einfühlung à la sympathie : Lipps et Scheler », Revue de métaphysique et de morale, vol. 96, no. 4, 2017, pp. 461-476.
- Diego Torraca, « La reconnaissance d’autrui chez Max Scheler (première partie) », Revue Européenne de Coaching, Numéro 2, avril 2017[41].
- GRINEVALD, Jacques. L’écologie contre le mythe rationnel de l’occident : De la diversité dans la nature à la diversité des cultures In :  La pensée métisse : Croyances africaines et rationalité occidentale en questions [en ligne]. Genève : Graduate Institute Publications, 1990 (généré le 05 avril 2021). Disponible sur Internet.  (ISBN 9782940549825). DOI 10.4000/books.iheid.3226[42].
- Paula Lorelle, "Le problème du corps dans la théorie de la sympathie" Max Scheler Gesellschaft 15th congress, "La philosophie sociale de Max Scheler", Sorbonne Université/ENS, Paris, October 2019[43].
- René Kremer, « La philosophie de M. Scheler. Son analyse de la sympathie et de l'amour », Revue Philosophique de Louvain, 1927,no. 14, pp. 166-178.